# جوال الميلاد

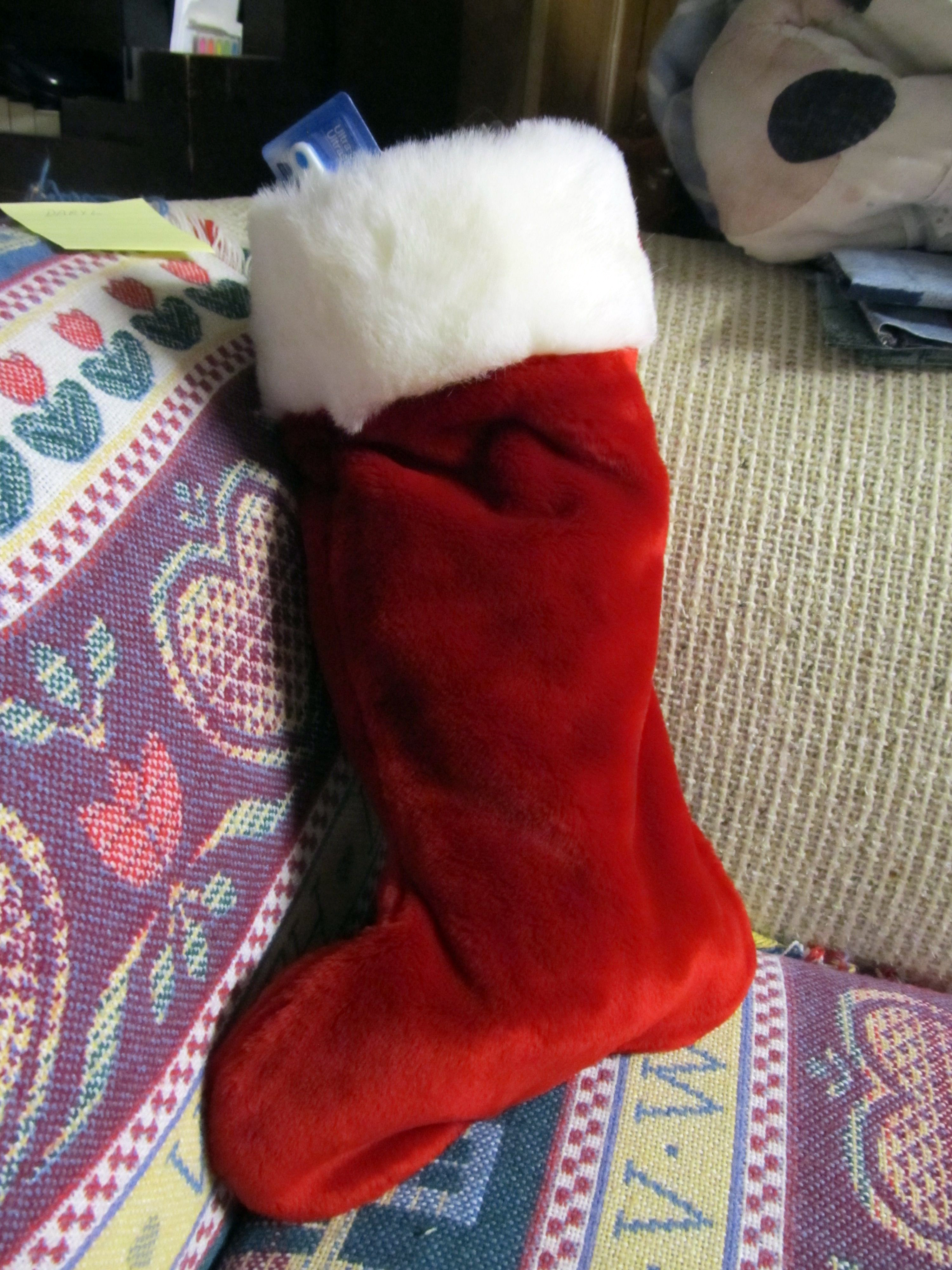
جوال (جورب) عيد الميلاد المملوء.

جِوال الميلاد أو جورب الميلاد هو جوال فارغ أو جورب تعلق في يوم القديس نقولا أو عشية الميلاد حتى يتمكن القديس نقولات (أو الشخصيات المرتبطة ببابا نويل وأب الميلاد ) من ملئها بالألعاب الصغيرة والحلوى والفواكه والنقود أو غيرها من الهدايا الصغيرة عند وصوله. يُعتقد أن تقليد تخزين عيد الميلاد نشأ من حياة القديس نقولا. في بعض قصص عيد الميلاد، تكون محتويات جوارب عيد الميلاد هي الألعاب الوحيدة التي يتلقاها الطفل في عيد الميلاد من بابا نويل أما في قصص أخرى (وفي التقاليد) فتغلف بعض الهدايا أيضًا بورق التغليف وتوضع تحت شجرة الميلاد . ويهدد التقليد في الثقافة الغربية بأن الطفل الذي يتصرف بسوء خلال العام لن يحصل إلا على قطعة أو كومة من الفحم. حتى أن بعض الأطفال يضعون جوال الميلاد بالقرب من أعمدة أسرتهم حتى يملأها بابا نويل بجوار السرير أثناء نومهم.